# ویتو لوگراسو
ویتو لوگراسو (انگلیسی: Vito LoGrasso؛ زادهٔ ۱۸ ژوئن ۱۹۶۴) کشتی‌گیر کشتی حرفه‌ای اهل ایالات متحده آمریکا است.